# Крушение в Нашвилле
Крушение в Нашвилле, известное также как Великое крушение поезда 1918 года (англ. Great Train Wreck of 1918) — крупная железнодорожная катастрофа, произошедшая утром во вторник 9 июля 1918 года в Нашвилле (штат Теннесси), когда на однопутном участке дороги Nashville, Chattanooga and St. Louis Railway в западной части города произошло лобовое столкновение двух пассажирских поездов. Всего в крушении погиб 101 человек: 87 пассажиров и 14 железнодорожников. Официально это крупнейшая железнодорожная катастрофа в истории США.

## Хронология событий

### Предшествующие обстоятельства
В границах Нашвилла дорога Nashville, Chattanooga and St. Louis Railway преимущественно двухпутная, причём она так изгибалась, что поезда, следующие на юг, фактически подходили к центральному вокзалу с севера, и наоборот. Между тем, на удалении 4-х километров к северу от вокзала в пункте Шопс (англ. Shops) дорога из двухпутной переходила в однопутную, после чего у станции Хардинг (англ. Harding), что на удалении 11 км от вокзала Нашвилл вновь становилась двухпутной. При этом данный однопутный участок протяжённостью 7 км не был ограждён семафорами с автоблокировкой, а пропуск поездов по нему осуществлялся только с разрешения поездных диспетчеров, которые перед этим должны были удостовериться, что участок свободен от других поездов.

### Поезда

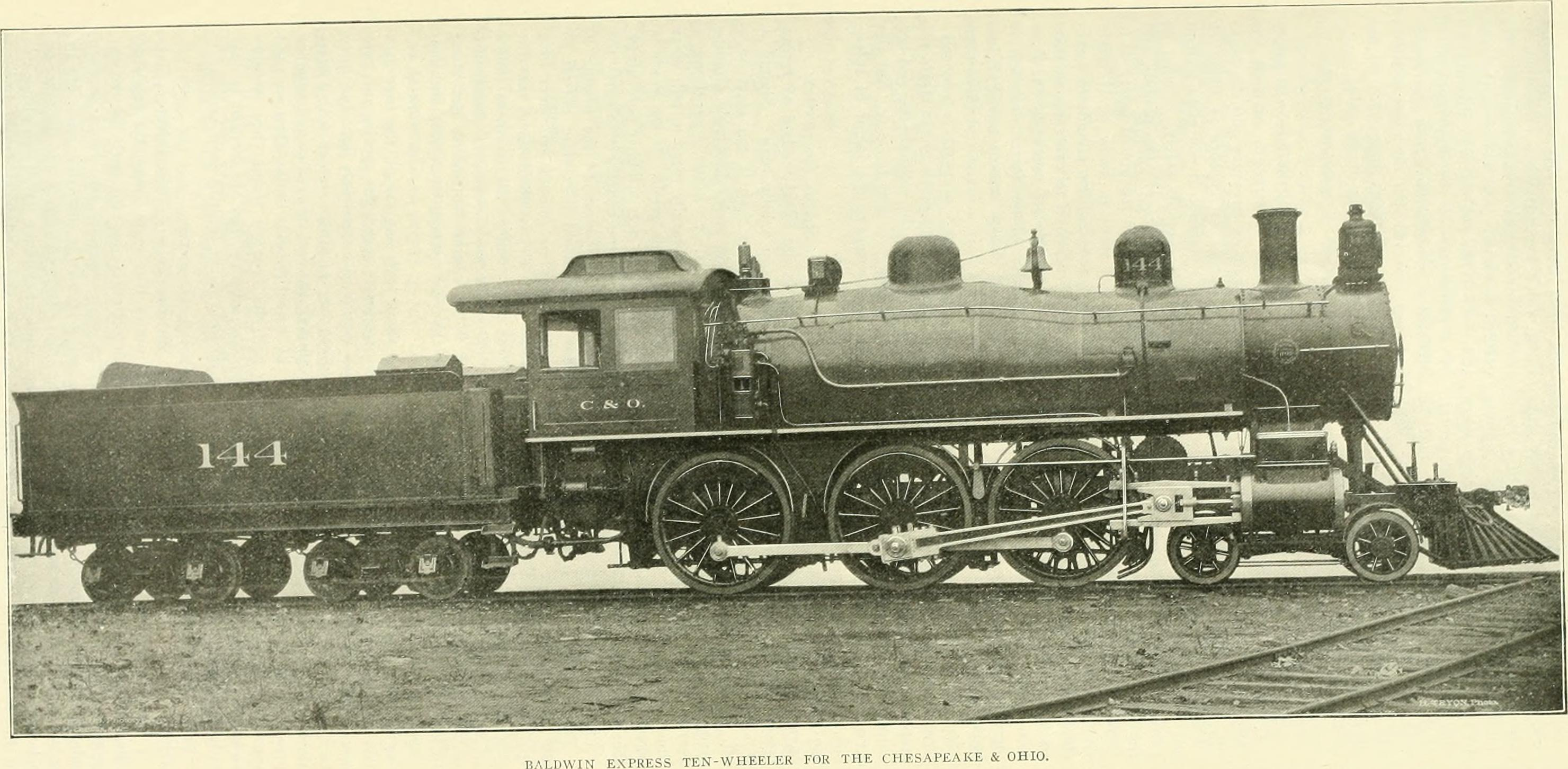
Паровоз типа 2-3-0 производства Baldwin Locomotive Works, аналогичный локомотивам обоих поездов

Пассажирский поезд № 1, направляющийся на юг, вёл паровоз № 281 (серия G8, тип 2-3-0, выпущен Baldwin Locomotive Works в 1906 году), которым управляла бригада в составе машиниста Ллойда (англ. Lloyd) и кондуктора Такера (англ. Tucker). За локомотивом последовательно шли один багажный вагон, пять пассажирских с деревянными рамами, один цельнометаллический «Пульман» и один «Пульман» с металлической рамой. Из Маккензи поезд выехал в 3 часа ночи, а в Нашвилл по расписанию должен был прибыть в 07:10.
Пассажирский поезд № 4, направляющийся на север, вёл паровоз № 282 (аналогичен № 281), которым управляла бригада в составе машиниста Кеннеди (англ. Kennedy) и кондуктора Ойбанка (англ. Eubank). За локомотивом последовательно шли один почтово-багажный вагон, один багажный и шесть пассажирских; все с деревянными конструкциями кузовов и рам. После прибытия поезда № 4 в Нашвилл, его машинист получил приказ № 29 следующего содержания: Отправляйтесь по основному пути и встретьте поезд № 7, локомотив № 215, а в Хардинге — № 1, локомотив № 281. По расписанию поезд должен был отправиться из Нашвилла в 07:00.
Поезда № 1 и 4 при нормальном графике движения должны были встретиться в Шопсе, где второй обязан был пропустить первого. Если бы оба поезда подошли к началу однопутного участка одновременно, то у № 1 было преимущество. Но в тот день № 1 значительно отставал от расписания и станцию Бельвю, что на удалении 20 км от вокзала Нашвилл, прошёл только в 07:09, то есть на 30 минут позже. В свою очередь поезд № 4 фактически отправился в 07:07, то есть на 7 минут позже. Так как на посту Шопс запрещающего сигнала выставлено не было, то в 07:15, без доклада диспетчеру, данный поезд на скорости около 40 км/ч проехал пункт Шопс. Как впоследствии было установлено, запрещающий сигнал отсутствовал из-за того, что дежурный Джонсон (англ. Johnson) этого поста заступил на работу в 07:06 и не знал, проехал ли поезд № 1, или нет.
Дежурный поста доложил о проходе № 4 поездному диспетчеру, на что тот велел немедленно остановить поезд. Джонсон начал подавать сигналы свистком, но машинист его уже не услышал.

### Столкновение
В 07:20 оба поезда уже мчались со скоростями около 80 км/ч каждый. На удалении примерно 7,2 км от Нашвилла, то есть посреди однопутного участка, произошло лобовое столкновение. И хотя то утро было ясным, но в этом месте путь делает изгиб,  окружённый густым лесом, а всего в 270 м к югу над ним проходит автомобильный путепровод. Из-за этого машинисты просто не могли своевременно увидеть друг друга и предотвратить крушение. Как впоследствии рассказали охранники из последних вагонов, на поезде № 1 тормоза были задействованы за секунды до удара, а на поезде № 4 их и вовсе не успели применить.
Паровозы оказались сильно разрушены (снесло паровые машины и будки машинистов) и упали с пути: № 281 на западный откос, а № 282 — на восточный. В поезде № 1 багажный вагон был уничтожен, первый пассажирский развёрнут поперёк пути и разрушен налетевшими вагонами, второй пассажирский влетел в третий, после чего упал с пути. В поезде № 4 почтово-багажный вагон оказался уничтожен, а багажный снёс кузов на первом пассажирском вагоне позади и частично разрушил кузов на втором.
Всего жертвами катастрофы стали 87 пассажиров и 14 железнодорожников.